# Năpârcă
Năpârca sau șopârla apodă  (Anguis colchica) este o șopârlă lipsită de membre, cu corpul lung de 25-45 cm din familia Anguidae.
Are culoarea brun-cafenie cu aspect lustruit care dă o senzație de fragilitate, de aici numele latin fragilis (între timp, populațiile din România au fost incluse în Anguis colchica, in vreme ce fragilis rămâne în vestul continentului european). Adesea masculii sunt stropiți pe spate cu puncte fine albastre. Partea ventrală la ambele sexe este cenușie. Specia este ovovivipară, adică femela poartă ouăle până la eclozare dar fără ca puii să aibă legături placentare cu mama. Aceștia apar de obicei în august și se hrănesc la început cu larve mici, iar apoi cu tot felul de artropode, melci, râme. 
Adeseori este confundată și fiind destul de lentă, cade victimă în fața unora care cred că este un pui de șarpe. La pericol, ca oricare altă șopârlă, își lasă coada în gura prădătorului. 

## Taxonomie
- Anguis fragilis Linnaeus, 1758
  - A. f. fragilis Linnaeus, 1758
  - A. f. colchicus (Nordmann, 1840)

Subsepecia A. f. fragilis este răspândită în toată Europa, în timp ce A. f. colchicus se găsește în centru-sudul Europei (inclusiv România și Republica Moldova), Caucaz și Iran.

## Galerie

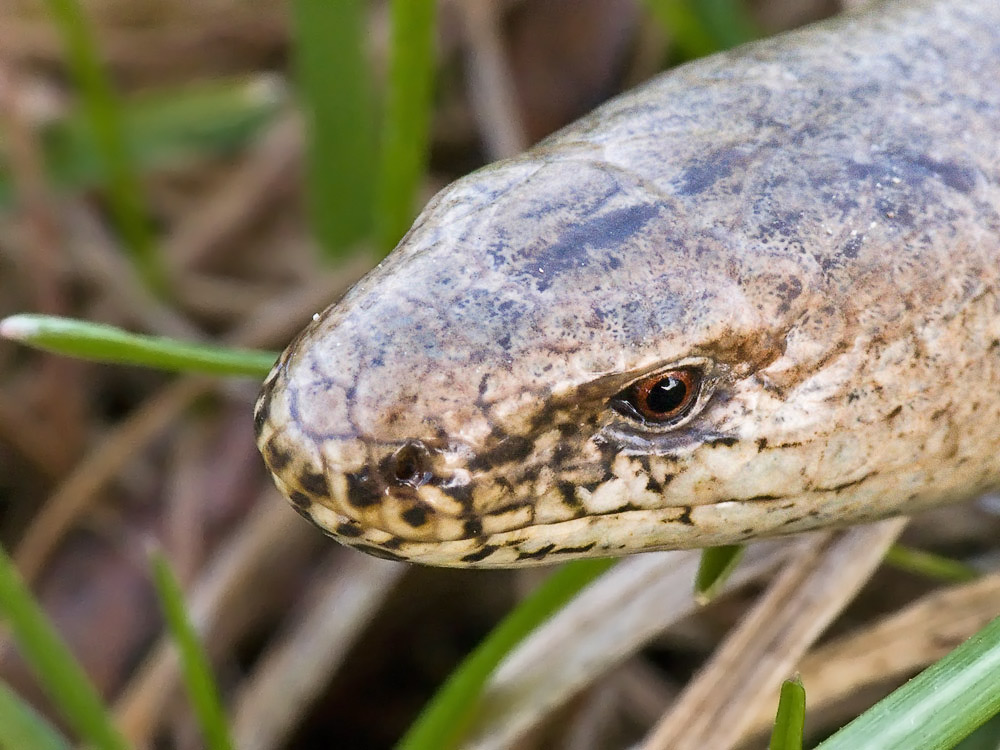
Anguis fragilis
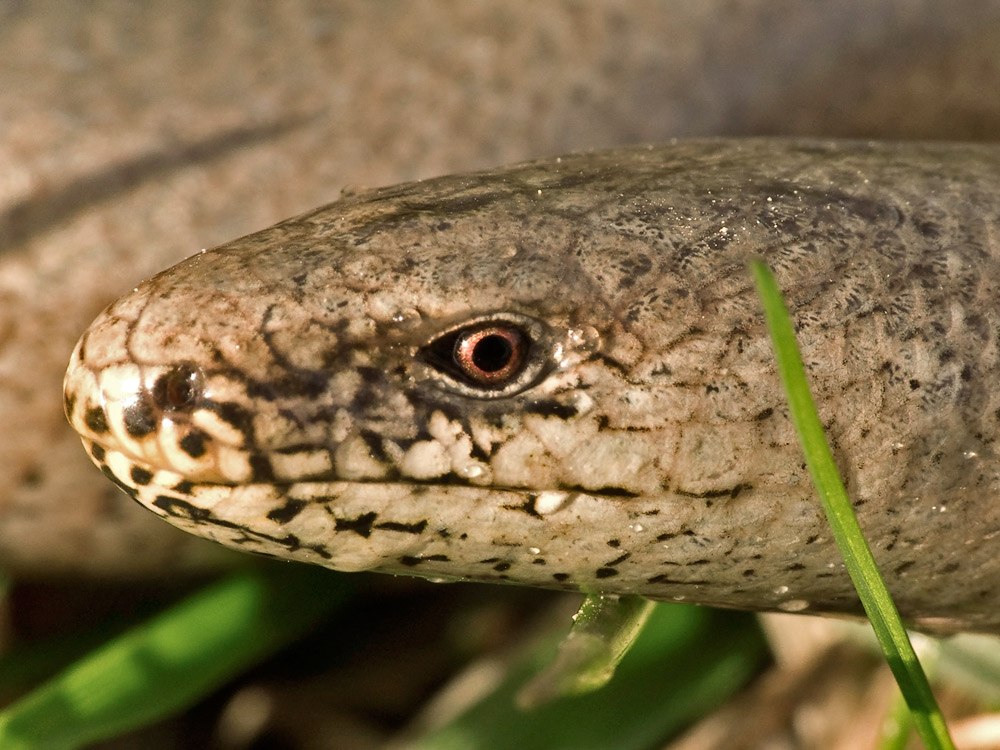
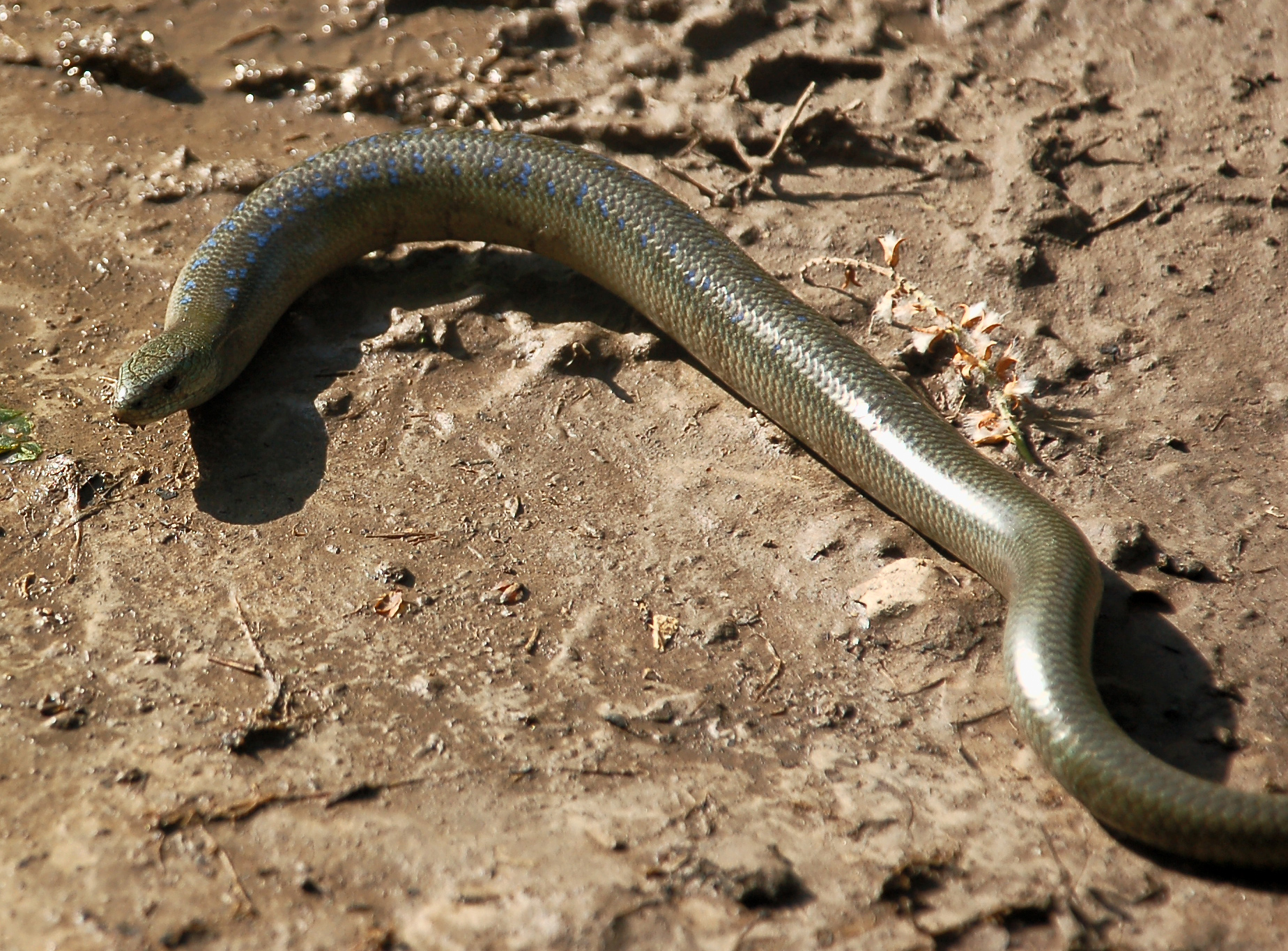
Mascul în perioada de reproducere
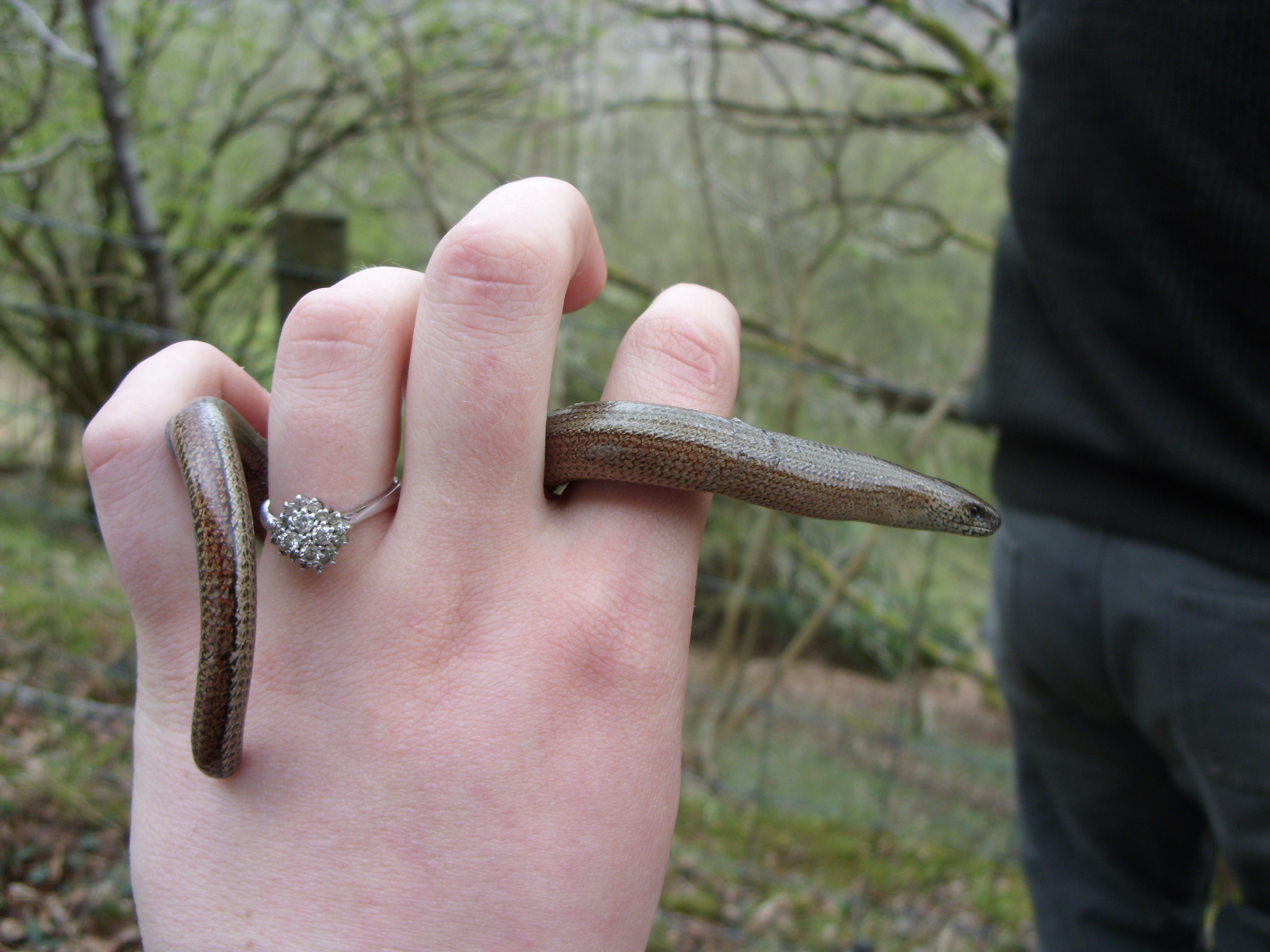
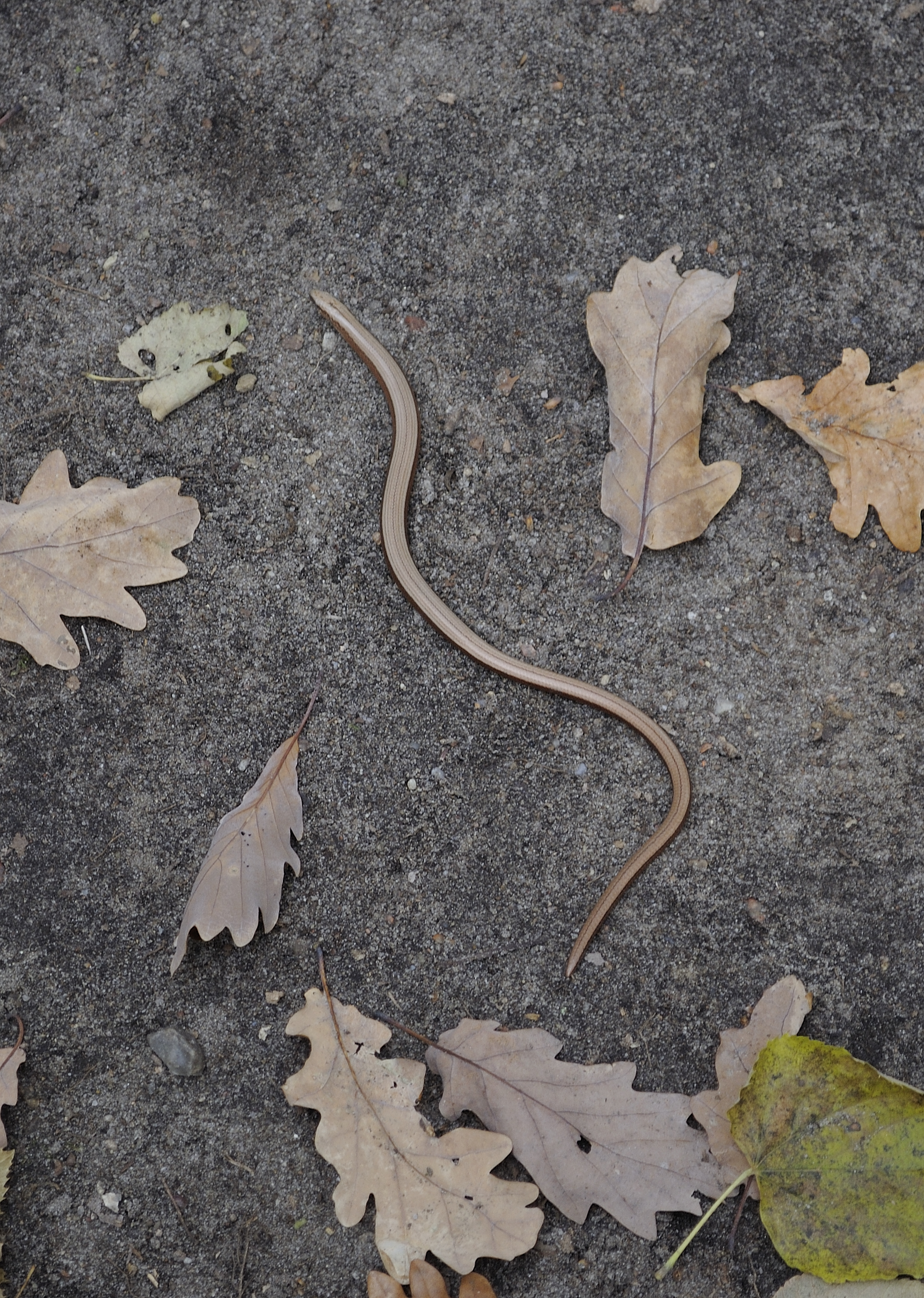
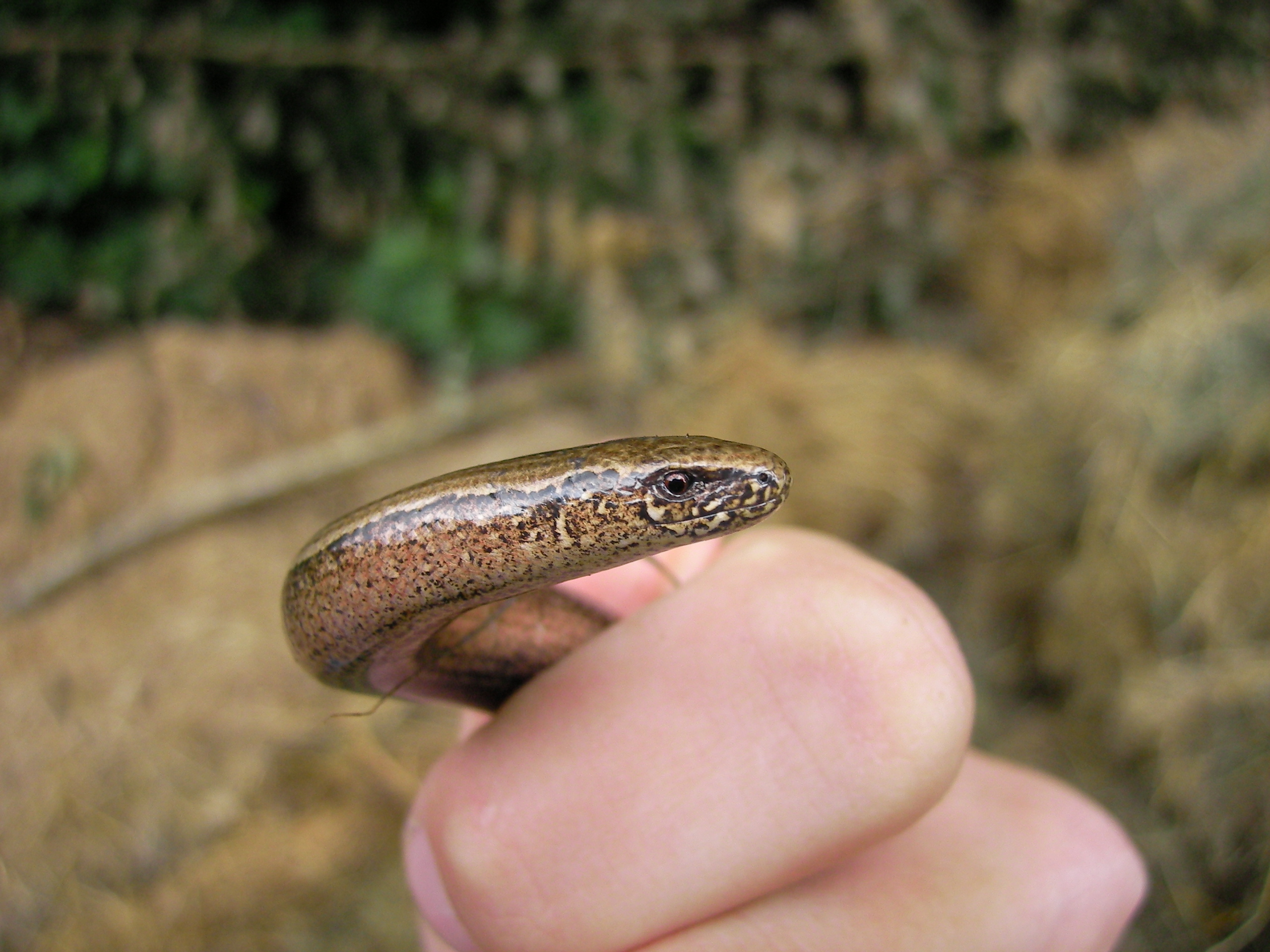

### Videouri
- Năpârca își lasă coada